# Huntingtons sjukdom
Huntingtons sjukdom (HS) är en ärftlig, fortskridande neurologisk sjukdom. Den leder till en kombination av motoriska, kognitiva och psykiatriska symtom. I genomsnitt debuterar sjukdomen mellan 30 och 50 års ålder, men det kan ske både tidigare och senare i livet.
Sjukdomen har fått sitt namn efter den amerikanske läkaren George Huntington, som beskrev den 1872. Redan på 1500-talet hade sjukdomen beskrivits som en danssjuka (chorea av grekiska choreia, dans) på grund av de ofrivilliga rörelser den kan medföra. Länge kallades den för Huntingtons chorea eller Chorea Huntington och på svenska för "Danssjuka". Numera används benämningen Huntingtons sjukdom, eftersom de ofrivilliga rörelserna bara är ett av flera symtom.
Det finns inga säkra uppgifter på hur många personer i Sverige som har HS men uppskattningsvis rör det sig om omkring 1000 personer. Den förekommer lika ofta hos män som hos kvinnor.

## Förekomst
HS drabbar män och kvinnor i samma utsträckning. Förekomsten är 5,7 per 100 000 invånare i befolkningar med europeiskt ursprung men betydligt mindre i bland annat asiatisk population. Det finns inga säkra uppgifter på hur många personer i Sverige som har HS men uppskattningsvis rör det sig om cirka tusen personer. Stor variation mellan olika närliggande geografiska regioner har observerats. Till exempel beskriver en aktuell rapport högre förekomst i Jämtland 22,1 jämfört med 4,9 per 100 000 i Uppsala län. Detta kan förklaras med grundareffekten (foundereffekten). Ett ganska litet antal familjer bosatte sig i Norrland, och om en familj bar på detta dominanta anlag så finns förutsättningarna för en framtida högre frekvens av sjukdomen. Det är även därför den är mer frekvent på Åland.

## Orsak
1993 kartlades orsaken till Huntingtons sjukdom - en mutation på ett arvsanlag, HTT-genen på kromosom 4. HTT-genen kodar för proteinet huntingtin, vars funktion inte är tillräckligt studerad men anses spela en viktig roll vid utvecklingen av nervsystemet. I HTT-genen finns en upprepad basparssekvens, som kallas CAG-repetition. CAG är en kod för att tillverka aminosyran glutamin. Normalt finns det cirka 20 CAG-repetitioner i varje genkopia (kallas även "allel"). En förlängning ("mutation") av denna repetitiva sekvens är den avgörande orsaken till Huntingtons sjukdom. Forskare tror att den muterade formen av proteinet huntingtin anhopas i så kallade aggregat och stör nervcellernas normala funktion samt till slut orsakar deras död.
Sjukdomen drabbar i första hand de basala ganglierna, som är stora nervcellskärnor djupt inne i hjärnan. De är viktiga för rörelsesystemet och beteende, men sjukdomen drabbar i senare stadier även hjärnbarken, (storhjärnans yttre skikt) som innehåller många nervceller. Hjärnbarken är centrum för medvetandet och här finns även människans tankar, känslor och minnen.

## Symtom
Vanligt förekommande är ofrivilliga rörelser, depression (eller andra psykiatriska symtom) och nedsatt kognitiv förmåga. Andra symtom är nedsatt balans och finmotorik, samt sväljnings- och talsvårigheter. Tidiga sjukdomstecken är vanligen ofrivilliga rörelser, depression, ångest och sömnsvårigheter samt en minskad självinsikt. I medelfas upphör arbetsförmågan och det kan behövas hjälpinsatser i hemmet. Bilkörningsförmågan avtar. I sjukdomens sena fas behövs hjälp med alla dagliga aktiviteter såsom matintag och personlig hygien. Ögonens rörelser är nedsatta. Sjukdomen leder till döden efter cirka femton år.

## Debut av symtom
Symtomen debuterar i genomsnitt mellan 30 och 50 års ålder. Debut fastställs av läkare med kunskap om Huntingtons sjukdom, oftast baserat på förekomst av typisk så kallad rörelsestörning. När man tittar på en stor grupp individer ses ett samband mellan större antal CAG-repetitioner, och tidigare sjukdomsdebut. Dock är variationen i detta samband så pass stor för enskilda individer att man inte kan uttala sig om när sjukdomen kommer att debutera utifrån ett känt antal CAG-repetitioner. När antalet CAG-repetitioner är:
- 27-35, intermediär allel (IA), orsakar vanligen inte några symtom, men risk finns för Huntingtons sjukdom i kommande generationer.[9] IA finns hos knappt 7% i befolkning i norra Sverige.[10]

- 36-39, så kallad reducerad penetransallel (RP), ger risk att insjukna i Huntingtons sjukdom sent i livet, ökande med antalet CAG-repetitioner. RP finns hos 1/250 personer i norra Sverige.[10]

- ≥ 40, sjukdomen debuterar, förutsatt att man inte dör av andra orsaker i tidig ålder.

Juvenil Huntingtons sjukdom innebär sjukdomsdebut innan 20-årsåldern vilket är mycket ovanligt och kopplat till extremt stora CAG-expansioner.

## Ärftlighet
Sjukdomen är autosomalt dominant vilket här innebär att den ärvs i genomsnitt av 50 % av barnen till en anlagsbärare. Autosom är en kromosom som ej är bunden till kön vilket innebär att sjukdomen drabbar män och kvinnor i samma utsträckning. Sjukdomen har 100 procent penetrans vilket innebär att den inte hoppar över generationer. Eftersom sjukdomen kan debutera även senare i livet, långt efter att man skaffat barn, uppstår ibland situationen att flera barn och barnbarn plötsligt blir varse om att de har sjukdomen i släkten och själva har risk att insjukna i framtiden (se nästa avsnitt om genetisk testning). Hos ungefär 10 procent av personer som får Huntingtons sjukdom finns ingen känd sjukdom hos föräldrarna, men sannolikt har någon av föräldrarna haft en HTT-allel med en CAG-repetition där längden är i gråzonen för vad som orsakar sjukdomsdebut.

## Genetisk testning
Genetisk vägledning för personer med Huntingtons sjukdom i släkten erbjuds via de flesta av universitetssjukhusen i Sverige. I de fall där en person uppvisar symtom som tyder på Huntingtons sjukdom kan blodprov tas för genetisk diagnos oavsett vilket sjukhus man söker vård på. 
Genen för sjukdomen är känd, vilket gör att man vid fosterdiagnostik kan fastställa förekomst av anlaget och vid genetisk vägledning eventuellt erbjuda abort. 
Preimplantatorisk genetisk diagnostik (PGD), innebär en form av provrörsbefruktning där befruktade ägg (preembryon) undersöks genetiskt och de med sjukt anlag väljs bort. Istället selekteras ett friskt befruktat ägg. Detta innebär att man som blivande förälder inte behöver ta reda på om man själv är anlagsbärare för sjukdomen. PGD erbjuds endast via högspecialiserade kliniker i Sverige. Både PGD och konventionell fosterdiagnostik med syfte att sortera bort embryon som bär på sjukdomen anses av många vara kontroversiell.

## Läkemedelsforskning
Det finns varken bromsande eller botande behandlingar idag.   
Symtomlindrande behandlingar används mest för depression, ångest och sömnstörning, samt i vissa fall för att lindra ofrivilliga rörelser. För en översikt av symtomlindrande behandlingar vid Huntingtons sjukdom på svenska se internetmedicin.se
Läkemedelsforskningen inom HS är mycket aktiv. Denna text syftar inte till att beskriva hela bredden av forskningsaktivitet utan presenterar ett urval av aktuella och särskilt lovande strategier. Tack vare att den sjukdomsorsakande genen är känd har forskare hittat lovande strategier för att angripa roten till problemet genom att hämma genens uttryck. Det finns emellertid flera olika behandlingsstrategier som beskrivs nedan.    
Hämning av Huntingtinproduktion (”gene-silencing” eller ”Huntingtin lowering”).     
- Icke-selektiv hämning innebär att budbärarmolekylen mRNA för både den normala och den sjukligt förlängda HTT-allelen nedbryts. Därför minskas som följd produktionen av det skadliga muterade huntingtinet, men även normalt Huntingtin. På kort sikt har man inte observerat några biverkningar men det är oklart huruvida denna strategi på lång sikt skapar problem.[13] Tominersen är ett exempel på denna strategi (se nedan).

- Selektiv hämning av mtHTT-produktionen, är teoretiskt en mer önskvärd strategi på sikt, som tillåter fortsatt produktion av normalt Huntingtin. Wave Life Sciences genomförde nyligen studier på selektiv hämning (se nedan).

- Hämning kan åstadkommas via antingen tillförsel av läkemedel som tillförs med jämna mellanrum och nedbryter mRNA eller via genterapi, det vill säga regelrätt ändring av arvsmassan, var en lovande teknik är CRISPR/CAS9, som dock endast har testats på cellkultur.[14] UniQure startade en genterapistudie juni 2020 med läkemedlet AMT-130[15] med 26 deltagare som får läkemedelsinjektion vid ett enda tillfälle direkt i hjärnan. Efter 3 månader konstaterades att ingreppet och tillförseln verkar vara säkert. Studien ska följa upp patienterna i fem år för att utvärdera om den bromsar sjukdomen.

Ett studieläkemedel Tominersen (tidigare betecknat: RG 6042/IONIS HTT-Rx) ägs av bolaget Roche. Tominersen hämmar produktion av muterat Huntingtin (mtHTT). Det är en så kallad antisens-oligonukleotid (ASO) som binder till budbärarmolekylen mRNA som är steget mellan genen och proteinet. Läkemedlet injiceras via en nål i ländryggen till ryggmärgsvätskan varifrån spridning till hjärnan sker. Den första fasen av studien är avslutad och man upptäckte inga säkerhetsrisker, vilket också var huvudsyftet. I december 2017 kom ett pressmeddelande som rapporterade att läkemedlet lyckats minska på det skadliga huntingtinets koncentration i ryggmärgsvätska hos samtliga deltagare. Med högsta dosen sågs 40% minskning. Detta bekräftar att läkemedlet har den effekt man önskat. En fas 3 studie (Generation-HD1) med 800 huntingtonpatienter undersökte om sjukdomen kan bromsas av Tominersen. Studien förväntades vara färdig 2022 men den avbröts i Mars 2021, enligt pressmeddelandet från företaget pga. att behandlingen inte bedömdes kunna bromsa sjukdomen så som man hoppats på. Roche planerar en ny studie med Tominersen uteslutande för personer i tidigt stadium. 
Wave Life Sciences genomförde två parallella studier med selektiv hämning där säkerheten av läkemedlen utvärderas i den första fasen. Läkemedlen liknar i grunden Tominersen och är också ASOer. Studierna (Precision-HD1/-HD2) startades 2017 och enligt pressrelease i mars 2021 från företaget åstadkom man inte betydande minskning av muterat Huntingtin varför studierna avbröts. Wave har utvecklat en ny variant av sin behandling (WVE-003) och planerar prövning av denna. 
Flera företag satsar nu på att utveckla läkemedel som minskar huntingtin men som kan ges i blodet eller som tablett, däribland Novartis, Voyager och PTC Therapeutics.

## Sjukdomsmarkörer
Det traditionella sättet att mäta sjukdomsaktiviteten är med hjälp av kliniska skattningsskalor, som kräver utbildning och träning av den som undersöker och kan vara svåra att genomföra beroende patientens dagsform och insats. Skalan Unified Huntingtons Disease Rating Scale (UHDRS) anses fortsatt vara den mest pålitliga metoden för att undersöka sjukdomsstadium och används som mått för att avgöra effekten i läkemedelsstudierna.
I en del av läkemedelsstudierna mäts proteiner som också kallas biomarkörer, för att deras nivåer kan mätas och skiljer sig från de man observerar hos friska individer. Det ena är mtHTT och det andra är neurofilament light som är en allmän markör för nervcellskada som har visat sig följa sjukdomsförloppet vid HS. Biomarkörer som dessa är till för att underlätta läkemedelsutveckling och på ett objektivt vis fastställa om ett läkemedel har avsedd effekt. En annan fördel kan vara att mäta deras nivåer innan insjuknande för att bestämma när en bromsbehandling ska insättas när sådana finns tillgängliga. 

## Historia
Huntingtons sjukdom är uppkallad efter George Huntington, amerikansk läkare i tredje generationen. Dennes far och farfar hade träffat patienter och sparat deras journaler vilket möjliggjorde en noggrann beskrivning av sjukdomens symtom och ärftlighet. Redan på 1500-talet hade sjukdomen beskrivits som danssjuka (chorea av grekiska choreia, dans) på grund av de ofrivilliga rörelser den kan medföra. Länge kallades den Huntingtons chorea eller Chorea Huntington.  

## Kända personer med sjukdomen
Folksångaren Woody Guthrie avled i Huntingtons sjukdom.